# Radikal 9
Das Radikal 9 mit der Bedeutung „Mensch“ ist eines von 23 der 214 traditionellen Radikale der chinesischen Schrift, die mit zwei Strichen geschrieben werden.
Mit 320 Zeichenverbindungen in Mathews’ Chinese-English Dictionary gibt es sehr viele Schriftzeichen, die unter diesem Radikal im Lexikon zu finden sind. Auch im Kangxi-Wörterbuch war es mit 794 Schriftzeichen stark vertreten.
Das Radikal Mensch nimmt nur in der Langzeichen-Liste traditioneller Radikale, die aus 214 Radikalen besteht, die neunte Position ein. In modernen Kurzzeichen-Wörterbüchern kann es sich an ganz anderer Stelle finden. Im Neuen chinesisch-deutschen Wörterbuch aus der Volksrepublik China steht es zum Beispiel an 21. und 23. Stelle.
Als Radikal an der linken Seite eines Zeichens nimmt der Mensch 人 die Form 亻 an. Das Radikal hat keine eigene Aussprache. Manche Wörterbücher listen 亻 nicht in einer eigenen Abteilung, sondern fügen es 人 hinzu. Auch die von 亻 regierten Zeichen stehen in engem Zusammenhang mit dem Menschen. Ein Beispiel ist das Zeichen 休 (= ausruhen). Es enthält den Menschen 亻 und den Baum 木: Ein Mensch lehnt an einem Baum und ruht sich aus.
Das Schriftzeichen „Mensch“ in seiner ursprünglich piktografischen Form hebt das besondere Merkmal des Menschen hervor: seinen aufrechten Gang. Zuerst zeigte es einen Menschen im Profil mit erkennbarem Kopf, mit Händen und Füßen. Das heutige Zeichen reduziert ihn auf seine Vorderansicht, mit gespreizten Beinen.
Das Radikalzeichen sieht dem  Hangeulzeichen ㅅ „sios“ ähnlich.
Die Schreibvariante 亻 steht immer links, dieses Zeichen ist ähnlich dem Katakanazeichen イ „i“.

## Schriftzeichenverbindungen, die vom Radikal 9 regiert werden
| Striche | Zeichen |
| ------- | --- |
| +0      | 人 亻 |
| +01     | 亼 亽 亾 亿 |
| +02     | 什 仁 仂 仃 仄 仅 仆 仇 仈 仉 今 介 仌 仍 从 仏 仐 仑 仒 仓 |
| +03     | 仔 仕 他 仗 付 仙 仚 仛 仜 仝 仞 仟 仠 仡 仢 代 令 以 仦 仧 仨 仩 仪 仫 們 仭 |
| +04     | 仮 仯 仰 仱 仲 仳 仴 仵 件 价 仸 仹 仺 任 仼 份 仾 仿 伀 企 伂 伃 伄 伅 伆 伇 伈 伉 伊 伋 伌 伍 伎 伏 伐 休 伒 伓 伔 伕 伖 众 优 伙 会 伛 伜 伝 伞 伟 传 伡 伢 伣 伤 伥 伦 伧 伨 伩 伪 伫 伬                                                 |
| +05     | 伭 伮 伯 估 伱 伲 伳 伴 伵 伶 伷 伸 伹 伺 伻 似 伽 伾 伿 佀 佁 佂 佃 佄 佅 但 佇 佈 佉 佊 佋 佌 位 低 住 佐 佑 佒 体 佔 何 佖 佗 佘 余 佚 佛 作 佝 佞 佟 你 佡 佢 佣 佤 佥 佦 佧 佨                                                          |
| +06     | 佩 佪 佫 佬 佭 佮 佯 佰 佱 佲 佳 佴 併 佶 佷 佸 佹 佺 佻 佼 佽 佾 使 侀 侁 侂 侃 侄 侅 來 侇 侈 侉 侊 例 侌 侍 侎 侏 侐 侑 侒 侓 侔 侕 侖 侗 侘 侙 侚 供 侜 依 侞 侟 侠 価 侢 侣 侤 侥 侦 侧 侨 侩 侪 侫 侬 侭 来                            |
| +07     | 侮 侯 侰 侱 侲 侳 侴 侵 侶 侷 侸 侹 侺 侻 侼 侽 侾 便 俀 俁 係 促 俄 俅 俆 俇 俈 俉 俊 俋 俌 俍 俎 俏 俐 俑 俒 俓 俔 俕 俖 俗 俘 俙 俚 俛 俜 保 俞 俟 俠 信 俢 俣 俤 俥 俦 俧 俨 俩 俪 俫 俬 俭                                              |
| +08     | 修 俯 俰 俱 俲 俳 俴 俵 俶 俷 俸 俹 俺 俻 俼 俽 俾 俿 倀 倁 倂 倃 倄 倅 倆 倇 倈 倉 倊 個 倌 倍 倎 倏 們 倒 倓 倔 倕 倖 倗 倘 候 倚 倛 倜 倝 倞 借 倠 倡 倢 倣 値 倥 倦 倧 倨 倩 倪 倫 倬 倭 倮 倯 倰 倱 倲 倳 倴 倵 倶 倷 倸 倹 债 倽 倾 倿 |
| +09     | 倻 值 偀 偁 偂 偃 偄 偅 偆 假 偈 偉 偊 偋 偌 偍 偎 偏 偐 偑 偒 偓 偔 偕 偖 偗 偘 偙 做 偛 停 偝 偞 偟 偠 偡 偢 偣 偤 健 偦 偧 偨 偩 偪 偫 偬 偭 偮 偯 偰 偱 偲 偳 側 偵 偶 偷 偸 偹 偺 偻 偼 偽 偾 偿                                        |
| +10     | 傀 傁 傂 傃 傄 傅 傆 傇 傈 傉 傊 傋 傌 傍 傎 傏 傐 傑 傒 傓 傔 傕 傖 傗 傘 備 傚 傛 傜 傝 傞 傟 傠 傡 傢 傣 傤 傥 傦 傧 储 傩 |
| +11     | 傪 傫 催 傭 傮 傯 傰 傱 傲 傳 傴 債 傶 傷 傸 傹 傺 傻 傼 傽 傾 傿 僀 僁 僂 僃 僄 僅 僆 僇 僈 僉 僊 僋 僌 働 |
| +12     | 僎 像 僐 僑 僒 僓 僔 僕 僖 僗 僘 僙 僚 僛 僜 僝 僞 僟 僠 僡 僢 僣 僤 僥 僦 僧 僨 僩 僪 僫 僬 僭 僮 僯 僰 僱 僲 僳 僴 |
| +13     | 僵 僶 僷 僸 價 僺 僻 僼 僽 僾 僿 儀 儁 儂 儃 億 儅 儆 儇 儈 儉 儊 儋 儌 儍 儎 儏 儰 |
| +14     | 儐 儑 儒 儓 儔 儕 儖 儗 儘 儙 儚 儛 儜 儝 儞 儫 |
| +15     | 償 儠 儡 儢 儣 儤 儥 儦 儧 儨 儩 優 儬 |
| +16     | 儭 儮 儯 儱 儲 |
| +17     | 儳 儴 儵 |
| +18     | 儶 |
| +19     | 儷 儸 儹 儺 |
| +20     | 儻 儼 |
| +21     | 儽 |
| +22     | 儾 |

 Im Unicodeblock Kangxi-Radikale ist das Radikal 9 unter der Codepointnummer 12.040 (U+2F08) codiert.